# The Judgement House
The Judgement House è un film muto del 1917 diretto da James Stuart Blackton.
La sceneggiatura si basa sul romanzo The Judgement House di Gilbert Parker, pubblicato a Londra nel 1913.

## Trama
Contesa tra due uomini, l'estroso Rudyard Byng e il riservato Ian Stafford, la frivola Jasmine Grenfel non sa decidersi ma Byng, sfrontato e audace, la conquista e al suo rivale non resta che la ritirata. Stafford parte allora per il Sudafrica.
Passano tre anni. Il matrimonio di Jasmine non si è rivelato felice e lei viene perseguitata dal segretario, Adrian Fellow, che ha per amante una danzatrice esotica, Al'Mah. Byng, il marito, scopre un biglietto compromettente di Fellow indirizzato alla moglie: furioso, l'uomo minaccia di uccidere Jasmine e il supposto amante, ma, per fortuna, interviene Stafford, appena ritornato dal Sudafrica, a calmare gli animi. Il segretario, però, viene ucciso e Byng trova, vicino al cadavere, un ago avvelenato. Prima però che si possa scoprire chi sia stato l'autore del delitto, scoppia la guerra anglo-boera e Byng parte a combattere per il suo paese. In battaglia, Stafford resta ucciso mentre Byng si distingue per il suo valore, riscattandosi così per i suoi comportamenti degli ultimi anni. Sul campo di battaglia si trova anche Al'Mah, la danzatrice che si è arruolata come infermiera: ferita a morte, confessa di essere stata lei ad uccidere Fellow. Jasmine, ormai cambiata dalla guerra, si rende conto di essere stata in gran parte causa dei suoi stessi problemi e, ritrovando il marito, si riconcilia con lui.

## Produzione
Il film fu prodotto nel 1917 da J. Stuart Blackton con la sua compagnia di produzione, la J. Stuart Blackton Feature Pictures. Fu la prima produzione indipendente di Blackton, ex vice-presidente e fondatore della Vitagraph.

## Distribuzione
Distribuito dalla Paramount Pictures e dalla Famous Players-Lasky Corporation, il film uscì nelle sale statunitensi il 19 novembre 1917.